# Classici greci conservati
Questa è una lista di classici greci conservati, ossia antiche opere letterarie in lingua greca giunte fino a noi, per diverse vie.
Comprende sia opere integre sia opere incomplete o lacunose, di cui però si conservi un numero rilevante di parti. Le opere sono ripartite in sezioni secondo un ordine cronologico; all'interno delle singole sezioni sono elencate in ordine alfabetico.

## Età arcaica (fine dell'VIII secolo a.C. - prima metà del V secolo a.C.)

### A
- Alceo - Ode 5 (Ode di Elena) (completa ma lacunosa)
- Alceo - Ode 17 (Ode contro Pittaco) (forse completa ma lacunosa)
- Alceo - Ode 26 (Ode di Aiace) (lacunosa e mancante dell'incipit)
- Alcmane - Partenio I (incompleto e lacunoso)
- Anonimi vari - Carmina convivalia attica

### B
- Bacchilide - Ditirambi
- Bacchilide - Epinici

### E
- Esiodo - Opere e giorni
- Esiodo - Lo scudo di Eracle
- Esiodo - Teogonia
- Esopo - Favole

### O
- Omero - Epigrammi omerici
- Omero - Iliade
- Omero - Inni omerici
- Omero - Odissea

### P
- Parmenide - Sulla natura (frammentario)
- Pindaro - Epinici

### S
- Saffo - Inno ad Afrodite
- Saffo - Ode 2 (Inno cletico ad Afrodite) (incompleto)
- Saffo - Ode 6 (Ode di Anattoria) (lacunosa)
- Saffo - Ode della gelosia (incompleta, mancante della fine)
- Semonide di Amorgo - Giambo sulle donne
- Senofane - Elegia 1
- Senofane - Elegia 2
- Solone - Elegia 13
- Solone - Elegia 36

### T
- Teognide - "Corpus Teognideum"
- Tirteo - Elegia 10
- Tirteo - Elegia 11
- Tirteo - Elegia 12

## Età classica (prima metà del V secolo a.C. - fine del IV secolo a.C.)

### A
- Alcidamante - Odisseo, accusa di tradimento contro Palamede
- Alcidamante - Sugli scrittori di discorsi ovvero sui sofisti
- Anassimene di Lampsaco - Orazione fittizia di Demostene (Corpus Demosthenicum XI)
- Anassimene di Lampsaco - Retorica per Alessandro
- Andocide - Sui misteri
- Andocide - Sulla pace con gli Spartani
- Andocide - Sul ritorno
- Anonimo - Dissoi Logoi
- Anonimo ("Pseudo-Euripide") - Reso
- Anonimo ("Pseudo-Senofonte") - Costituzione degli Ateniesi
- Anonimo - Traduzione dal punico del Periplo di Annone il Navigatore
- "Anonymus Iamblichi"
- Antifonte - Contro la matrigna per avvelenamento, Prima Tetralogia, Seconda Tetralogia, Sul coreuta, Sull'uccisione di Erode, Terza Tetralogia
- Antistene - Discorso di Aiace
- Antistene - Discorso di Odisseo
- Aristofane - Acarnesi, Cavalieri, Donne all'assemblea, Donne alle Tesmoforie, Lisistrata, Nuvole, Pace, Pluto, Rane, Uccelli, Vespe
- Aristosseno di Taranto - Elementi armonici
- Aristotele - Analitici primi, Analitici secondi, Categorie, Costituzione degli Ateniesi, De interpretatione, Elenchi sofistici, Etica Eudemia, Etica Nicomachea, Fisica, Giovinezza e vecchiaia, Grande etica, Grillo o sulla retorica, I sogni, Il sonno, La divinazione mediante i sogni, La respirazione, Lunghezza e brevità della vita, Memoria e reminiscenza, Metafisica, Poetica, Politica, Retorica, Sensazione e sensibile, Storia degli animali, Sul cielo, Sul movimento degli animali, Sull'anima, Sulla generazione degli animali, Sulla generazione e corruzione, Sulle migrazioni degli animali, Sulle meteore, Sulle parti degli animali, Topici

### D
- Demostene - Contro Afobo (1), Contro Afobo (2), Contro Afobo (3), Contro Androzione, Contro Apaturio, Contro Aristocrate, Contro Aristogitone (1), Contro Aristogitone (2), Contro Boeto (1), Contro Boeto (2), Contro Callicle, Contro Callipo, Contro Conone, Contro Dionisodoro, Contro Evergo e Mnesibulo, Contro Eubulide, Contro Fenippo, Contro Formione, Contro Lacrito, Contro Leocare, Contro Leptine, Contro Macartato, Contro Media, Contro Nausimaco e Xenopeite, Contro Neera, Contro Nicostrato, Contro Olimpiodoro, Contro Ontenore (1), Contro Ontenore (2), Contro Pantenite, Contro Policle, Contro Spudia, Contro Stefano (1), Contro Stefano (2), Contro Teocrine, Contro Timocrate, Contro Timoteo, Contro Zenotemide, Epitaffio, Filippica prima, Filippica quarta, Filippica seconda, Filippica terza, Filippo, Olintiaca prima, Olintiaca seconda, Olintiaca terza, Per Formione, Per i Megalopolitani, Replica a Filippo, Su Alonneso, Sul Chersoneso, Sull'ascesa al trono di Alessandro, Sull'organizzazione, Sulla corona, Sulla corona trierarchica, Sulla falsa ambasceria, Sulla flotta, Sulla libertà dei Rodii, Sulla pace
- Dinarco - Contro Aristogitone
- Dinarco - Contro Demostene
- Dinarco - Contro Filocle

### E
- Enea di Stinfalo - Poliorcetica
- Erinna - Epigrammi
- Erodoto - Storie
- Eschilo - Agamennone, Coefore, Eumenidi, Persiani, Prometeo incatenato, Sette contro Tebe, Supplici
- Eschine - Contro Ctesifonte
- Eschine - Contro Timarco
- Eschine - Sulla corrotta ambasceria
- Euripide - Alcesti, Andromaca, Baccanti, Ciclope, Ecuba, Elena, Elettra, Eracle, Eraclidi, Fenicie, Ifigenia in Aulide, Ifigenia in Tauride, Ione, Ippolito, Medea, Oreste, Supplici, Troiane

### F
- Filippo di Opunte (?) - Epinomide

### G
- Gorgia - Encomio di Elena
- Gorgia - Palamede

### I
- Ibria cretese - Canto di Ibria cretese
- Ione di Samo - Epigrammi
- Iperide - Contro Atenogene (incompleto), Contro Demostene (frammentario), Contro Dionda (incompleto), Contro Filippide (incompleto), Epitaffio (incompleto), Per Euxenippo, Per Licofrone (incompleto)
- Ippocrate - Parti del nucleo più antico del Corpus Hippocraticum
- Iseo - Per l'eredità di Cleonimo, Per l'eredità di Menecle, Per l'eredità di Pirro, Per l'eredità di Nicostrato, Per l'eredità di Diceogene, Per l'eredità di Filottemone, Per l'eredità di Apollodoro, Per l'eredità di Cirone, Per l'eredità di Astifilo, Per l'eredità di Aristarco, Per l'eredità di Agnia
- Isocrate - Lettere, Areopagitico, A Nicocle, Antidosi, Archidamo, Busiride, Contro i sofisti, Encomio di Elena, Evagora I, Filippo, Nicocle, Panegirico

### L
- Licurgo - Contro Leocrate
- Lisia - Accusa di calunnia, Contro Agorato, Contro Alcibiade (1), Contro Alcibiade (2), Contro Andocide, Contro Diogetone, Contro Epicrate, Contro Eratostene, Contro Ergocle, Contro Filocrate, Contro Filone, Contro il sovvertimento dell'antico ordine politico, Contro i rivenditori di grano, Contro Nicomaco, Contro Pancleone, Contro Simone, Contro Teomnesto (1), Contro Teomnesto (2), Difesa da un'accusa di corruzione (mutila dell'inizio), Difesa da un'accusa di sovversione della democrazia, Epitafio, In difesa di Mantiteo, Olimpiaco, Per Callia, Per il soldato, Per l'uccisione di Eratostene, Per Polistrato, Per un ferimento premeditato, Sul rifiuto di una pensione, Sulla proprietà del fratello di Nicia, Sulla proprietà di Aristofane, Sulla proprietà di Eratone, Sull'olivo sacro, Sullo scrutinio di Evandro

### P
- Platone - Apologia di Socrate, Carmide, Cratilo, Critone, Crizia, Eutidemo, Eutifrone, Fedone, Fedro, Filebo, Gorgia, Ione, Ippia maggiore, Ippia minore, Lachete, Leggi, Lettere, Liside, Menesseno, Menone, Parmenide, Politico, Protagora, Repubblica, Simposio, Sofista, Teeteto, Timeo

### S
- Senofonte - Agesilao, Anabasi, Apologia di Socrate, Cinegetico, Ciropedia, Costituzione degli Spartani, Economico, Elleniche, Ierone, Ipparchico, Memorabili, Poroi, Simposio, Sull'equitazione
- Sofocle - Aiace, Antigone, Cercatori di tracce (incompleto), Edipo a Colono, Edipo re, Elettra, Filottete, Trachinie

### T
- Teofrasto - Caratteri, Cause delle piante, Metafisica, Storia delle piante, Sui venti, Sul fuoco, Sulla pietà, Sulle pietre
- Timoteo di Mileto - Persiani (incompleto)
- Tucidide - La guerra del Peloponneso

## Età ellenistica (fine del IV secolo a.C. - I secolo a.C.)

### A
- AA.VV. - Bibbia dei Settanta
- Adeo di Macedonia - Epigrammi
- Alceo di Messene - Epigrammi
- Anite di Tegea - Epigrammi
- Anonimi vari - Idilli spuri del "Corpus Theocriteum" e del Corpus bucolico
- Anonimi vari - Nucleo originario degli Oracoli sibillini (datazione incerta)
- Anonimo - Batracomiomachia
- Anonimo (Nipote di Yeshua Ben Sira) - Traduzione in greco della Sapienza di Sirach di Yeshua Ben Sira dall'originale ebraico
- Anonimo ("Pseudo-Demetrio") - De elocutione
- Anonimo ("Pseudo-Demetrio") - Tipi epistolari
- Anonimo ("Pseudo-Focilide") - Gnomai
- Anonimo ("Pseudo-Mosco") - Megara
- Anonimo ("Pseudo-Mosco") - Epitafio di Bione
- Anonimo ("Pseudo-Scilace") - Periplo
- Anonimo ("Pseudo-Scimno") - Periegesi
- Anonimo - Bel e il drago
- Anonimo - Cantico dei tre giovani nella fornace
- Anonimo - Lettera di Aristea a Filocrate
- Anonimo - Lettera di Geremia
- Anonimo - Libro di Baruc
- Anonimo - Libro di Ester (versione greca)
- Anonimo - Libro di Giuditta
- Anonimo - Libro di Tobia
- Anonimo - Preghiera di Azaria
- Anonimo - Primo libro dei Maccabei
- Anonimo - Secondo libro dei Maccabei (riassunto dall'opera storica perduta di Giasone di Cirene)
- Anonimo - Romanzo di Alessandro
- Anonimo - Libro di Giuseppe e Aseneth
- Anonimo - Storia di Susanna
- Antigono di Caristo - Collezione di storie soprannaturali
- Antipatro di Sidone - Epigrammi
- Apollonio di Cizio - Commentario sul trattato ippocrateo sulle articolazioni
- Apollonio di Perge - Sulle sezioni coniche (incompleto: quattro libri degli originari otto)
- Apollonio Paradossografo - Storie mirabili
- Apollonio Rodio - Argonautiche
- Arato di Soli - Fenomeni
- Archimede - Arenario, Il metodo, Misurazione del cerchio, Stomachion, Sui conoidi e gli sferoidi, Sui corpi che galleggiano, Sulla quadratura della parabola, Sulla sfera e il cilindro, Sull'equilibrio dei piani
- Aristarco di Samo - Sulle dimensioni e le distanze del Sole e della Luna
- Asclepiade di Samo - Epigrammi
- Ateneo meccanico - Sulle macchine militari
- Autolico di Pitane - La sfera in moto
- Autolico di Pitane - Levate e tramonti eliaci

### B
- Bione di Smirne - Epitafio di Adone
- Bitone - Costruzione di macchine da guerra e catapulte
- Marco Giunio Bruto - Lettera

### C
- Callimaco - Epigrammi
- Callimaco - Inni
- Cleante - Inno a Zeus

### D
- Diodoro Siculo - Biblioteca storica
- Dionisio Trace - Ars grammatica (attribuzione incerta)
- Dioscoride di Alessandria - Epigrammi

### E
- Edilo di Samo - Epigrammi
- Epicuro - Lettera a Erodoto
- Epicuro - Lettera a Meneceo
- Epicuro - Lettera a Pitocle
- Eroda - Mimiambi (alcuni conservati lacunosamente)
- Euclide - Dati
- Euclide - Elementi
- Euclide - Ottica

### F
- Filodemo di Gadara - Epigrammi
- Filone di Bisanzio - Trattato di meccanica: Libro quarto (Sulle macchine militari)

### I
- Ipparco di Nicea - Spiegazione dei Fenomeni di Arato e di Eudosso
- Ipsicle - Libro XIV degli Elementi di Euclide
- Ipsicle - Sulle ascensioni

### L
- Leonida di Taranto - Epigrammi
- Licofrone - Alessandra

### M
- Macone - Chreiai
- Meleagro di Gadara - Epigrammi
- Melinnò - Inno a Roma
- Menandro - Epitrepontes (incompleta e lacunosa)
- Menandro - Misantropo
- Menandro - Samia (quasi completa)
- Merò di Bisanzio - Epigrammi
- Mnasalca - Epigrammi
- Mosco - Epigrammi
- Mosco - Eros fuggitivo
- Mosco - Europa

### N
- Nicandro di Colofone - Antidoti
- Nicandro di Colofone - Rimedi contro i veleni degli animali
- Niceneto - Epigrammi
- Nicia di Mileto - Epigrammi
- Nosside di Locri - Epigrammi

### P
- Pappo di Alessandria - Synagoge
- Partenio di Nicea - Passioni
- Perse di Tebe - Epigrammi
- Polibio - Storie
- Posidippo di Pella - Epigrammi

### S
- Satiro di Callati - Vita di Euripide (incompleta)
- Simia di Rodi - Carmi figurati

### T
- Teocrito - Epigrammi
- Teocrito - Idilli
- Teodosio di Bitinia - De diebus et noctibus
- Teodosio di Bitinia - De habitationibus
- Teodosio di Bitinia - Sphaericae

## Età imperiale romana - Alto impero (età di Augusto - III secolo)

### A
- Achille Tazio (astronomo) - Sulla sfera; Introduzione ad Arato
- Achille Tazio (romanziere) - Leucippe e Clitofonte
- Agatemero - Schizzo di Geografia
- Albino - Introduzione ai dialoghi platonici
- Alcifrone - Lettere
- Alessandro di Afrodisia - Analitici primi: libro I, De anima liber alter (Mantissa), De fato, De mixtione, De sensu et sensatu, Metafisica, Meteorologia, Quaestiones ethicae, Quaestiones physicae
- Alessandro figlio di Numenio - Sulle figure di pensiero e di parola (tramandato in forma alterata)
- Alfeo di Mitilene - Epigrammi
- Anonimi vari - Inni orfici (datazione molto incerta)
- Anonimo - Atti di Giovanni
- Anonimo - Atti di Paolo e Tecla
- Anonimo - Atti di Pietro
- Anonimo - Atti di Tommaso (traduzione greca dall'originale siriaco)
- Anonimo - Didaché
- Anonimo - Disputa fra Giasone e Papisco
- Anonimo - Epistola di Barnaba
- Anonimo - Lettera a Diogneto
- Anonimo - Lettera agli Ebrei
- Anonimo - Lettera di Giacomo
- Anonimo - Lettera di Giuda
- Anonimo - Prima lettera di Pietro
- Anonimo - Seconda lettera di Pietro
- Anonimo - Libro della Sapienza
- Anonimo - Protovangelo di Giacomo
- Anonimo - Sul sublime
- Anonimo (Melitone di Sardi?) - Trattato sull'anima e sul corpo
- Anonimo ("Autore dellElenchos") - Compendio dei tempi
- Anonimo ("Autore dellElenchos") - Confutazione di tutte le eresie ("Elenchos")
- Anonimo ("Pseudo-Apollodoro") - Biblioteca (incompleta: libri I-II e parte del III sugli originali IV)
- Anonimo ("Pseudo-Clemente") - Seconda lettera di Clemente
- Anonimo ("Pseudo-Elio Erodiano") - De figuris
- Anonimo ("Pseudo-Elio Erodiano") - Filetero
- Anonimo ("Pseudo-Filone") - De Incorruptibilitate Mundi
- Anonimo ("Pseudo-Paolo") - Lettera agli Ebrei
- Anonimo ("Pseudo-Paolo") - Terza lettera ai Corinzi
- Anonimo ("Pseudo-Plutarco") - De Fato
- Anonimo ("Pseudo-Tommaso") - Vangelo dello Pseudo-Tommaso
- Antifane di Macedonia - Epigrammi
- Antipatro di Tessalonica - Epigrammi
- Antonino Liberale - Transformationes
- Apollonio Discolo - Sugli avverbi
- Apollonio Discolo - Sul pronome
- Apollonio Discolo - Sulla sintassi delle parti del discorso
- Apollonio Discolo - Sulle congiunzioni
- (GRC) Appiano di Alessandria, Historia Romana. ((EN)  The Roman History — traduzione in inglese su LacusCurtius); (incompleta: conservati i libri VI-VIII e XI-XVII degli originari XXIV).
- Archia di Antiochia - Epigrammi
- Aristide Quintiliano - Sulla musica
- Arpocrazione - Canone dei dieci oratori attici
- Arriano - Anabasi di Alessandro, Cinegetico, Diatribe di Epitteto, Indica, Manuale di Epitteto, Periplus Ponti Euxini, Tactica
- Artemidoro di Daldi - Onirocritica
- Atenagora di Atene - Supplica per i cristiani
- Ateneo di Naucrati - I sofisti a banchetto
- Automedonte - Epigrammi

### B
- Babrio - Mitiambi esopici

### C
- Caritone di Afrodisia - Le avventure di Cherea e Calliroe
- (GRC) Cassio Dione, Historia Romana.  ((EN)  Roman History — traduzione in inglese su LacusCurtius); (incompleta: conservati i libri XXXVII-LIV e LVI-LX degli originari LXXX; ampie parti di XXXV-XXXVI e LXXIX-LXXX).
- Clemente Alessandrino - Pedagogo
- Clemente Alessandrino - Protrettico
- Clemente Alessandrino - Quis dives salvetur
- Clemente Alessandrino - Stromati
- Clemente Romano - Lettera ai Corinzi

### D
- Diofant di Alessandria - Aritmetica (incompleto: libri VI degli originari XIII)
- Diogene Laerzio - Raccolta delle vite e delle dottrine dei filosofi
- Dione di Prusa - Sul regno (1), Sul regno (2), Sul regno (3), Sul regno (4), Mito libico, Sulla tirannide, Discorso euboico, ovvero Il cacciatore, Diogene, ovvero Sulla virtù, Discorso istmico, Sui servi, Discorso troiano: Troia non fu conquistata, Discorso olimpico: sulla prima concezione umana del divino, Ad Atene, sul proprio esilio, Sulla schiavitù e la libertà I, Sulla schiavitù e la libertà II, Sul dolore e la sofferenza dello spirito, Sull'avidità, Sull'esercizio alla declamazione pubblica, Sul ritiro dalla vita pubblica, Sulla bellezza, L'uomo saggio è fortunato e felice, Sulla felicità, Sullo spirito guardiano, Sulla deliberazione, Breve discussione su ciò che accade durante un simposio, Melancoma I, Melancoma II, Caridemo, Discorso rodio, Al popolo di Alessandria, Primo discorso tarsio, Secondo discorso tarsio, Discorso tenuto a Celene in Frigia, Discorso boristenico, Al popolo di Nicomedia sulla concordia con i Niceni, Sulla concordia a Nicea riguardo alla fine di una lotta civile, Discorso a Prusa sulla concordia con gli Apamei, Agli Apamei sulla concordia, Discorso tenuto a Prusa I, Discorso politico tenuto a Prusa, Appello di amicizia per la sua patria sugli onori, In difesa delle sue relazioni con la città natale, Discorso tenuto a Prusa II, Discorso nell'assemblea pubblica di Prusa, Discorso politico nell'Assemblea, Rifiuto della carica di arconte presentato davanti al consiglio, Regarding his Past Record, spoken before the Council, Replica a Diodoro, Su Eschilo, Sofocle ed Euripide, ovvero L'arco di Filottete, Su Omero, Su Socrate, Su Omero e Socrate, Agamennone ovvero Sulla regalità, Nestore, Achille, Filottete, Nesso ovvero Deianira, Criseide, Sul regno e la tirannide, Sulla fortuna (I), Sulla fortuna (II), Sulla reputazione, Sull'opinione popolare, Sull'opinione, Sulla virtù, Sulla filosofia, Sul filosofo, Sull'apparenza personale, Sulla fiducia, Sulla sfiducia, Sulla legge, Sulla consuetudine, Sull'invidia, Sulla ricchezza, Sulla libertà
- (GRC) Dionigi di Alicarnasso, Antiquitates Romanae.  ((EN)  Roman Antiquities — traduzione in inglese di Chicago University); (libri I-XI su XX originari).
- Dionigi di Alicarnasso - De compositione verborum, Su Dinarco, Su Iseo, Su Isocrate, Su Lisia, Su Tucidide, Sugli antichi oratori, Sullo stile di Demostene
- Dionigi di Bisanzio - Navigazione del Bosforo (lacunosa)
- Dionigi Periegeta - Periegesi dell'Ecumene
- Dioscoride Anazarbeo - De materia medica

### E
- Efestione - Manuale di metrica (conservato in versione molto ridotta)
- Claudio Eliano - Storia varia (solo libri I-II e parte del III degli originari XIV)
- Claudio Eliano - Sulle proprietà degli animali
- Eliano (diverso da Claudio Eliano?) - Lettere
- Eliano Tattico - Sulle formazioni tattiche dei Greci
- Elio Aristide - A Capitone, A Cizico, A Roma, Alle città sulla concordia, Discorsi di Leuttra, Discorsi sacri, Discorsi siciliani, Discorso dell'ambasceria ad Achille, Discorso egiziano, Epicedio per Eteoneo, Epitafio per Alessandro, In difesa dei quattro, In difesa dell'oratoria, Inni, Panatenaico, Sull'alleanza (I), Sull'alleanza (II), Sull'argomento contrario, Sulla pace con gli Ateniesi, Sulla pace con i Lacedemoni
- Elio Erodiano - Sullo stile peculiare
- Elio Teone - Progymnasmata (tramandati in forma rimaneggiata)
- Eraclito allegorista - Allegorie omeriche
- "Erma" - Pastore di Erma
- Ermogene di Tarso - Progymnasmata
- Ermogene di Tarso - Sul metodo dell'eloquenza
- Ermogene di Tarso - Sull'invenzione
- Ermogene di Tarso - Sulle idee
- Ermogene di Tarso - Sulle Staseis
- Erodiano - Storia dell'impero dopo Marco Aurelio
- Erotiano - Collezione di termini ippocratici
- Erone di Alessandria - Perì Automatpoietikés
- Erone di Alessandria - Belopoiikà
- Erone di Alessandria - Perì Dioptras
- Erone di Alessandria - Metrikà
- Erone di Alessandria - Pneumatikà

### F
- Favorino di Arelate - Discorso corinzio
- Favorino di Arelate - Sulla fortuna
- Favorino di Arelate - Sull'esilio (incompleta)
- Filippo di Tessalonica - Epigrammi
- (GRC) Filone, De Legatione ad Gaium.  ((EN)  On the Embassy to Gaius  — traduzione in inglese di Charles D. Yonge).
- (GRC) Filone, Flaccus.  ((EN)  Flaccus  — traduzione in inglese di Charles D. Yonge).
- Filone di Alessandria - Apologia degli Ebrei, De Abrahamo, De Agricultura Noë, De Animalibus, De Caritate, De cherubim, De Confusione Linguarum, De Congressu Quærendæ Eruditionis Gratia, De Decalogo, De Ebrietate (manca il secondo libro), De Execratione, De eo quod deterius potiori insidiatur, De Fortitudine, De Fuga et Inventione, De gigantibus, De Josepho, De Migratione Abrahami, De Mutatione Nominum, De Opificio Mundi, De Poenitentia, De Praemiis et Poenis, De posteritate Caini, De sacrificiis Abelis et Caini, De Somniis, De Specialibus Legibus, De Vita contemplativa, De Vita Mosis (incompleto), Legum allegoriae, Quis Rerum Divinarum Heres Sit, Quod Deus sit immutabilis, Quod Omnis Probus Liber (interpolata e forse non autentica), Resipuit; Noë, seu De Sobrietate
- Filostrato (?) - Nerone
- Flavio Filostrato - Eroico, Ginnastico, Immagini, Lettere, Vite di sofisti, (GRC) Filostrato, Vita Apollonii Tyanei. ((EN)  The Life of Apollonius Archiviato il 21 febbraio 2008 in Internet Archive. — traduzione in inglese di F.C. Conybeare).
- Filostrato il Vecchio - Immagini
- Filostrato il Giovane - Immagini
- Flegonte di Tralles - Sulle cose mirabili e i longevi
- Frinico Arabio - Selezione di parole e frasi attiche

### G

Ars medicinalis di Galeno

- Galeno - An in Arteriis (Natura) Sanguis Contineatur, Ars Medicinalis, De Alimentorum Facultatibus, De Anatomicis Administrationibus, De Antidotis, De Atra Bile Libellus, De Bonis et Malis Sucis, De Causis Procatarcticis, De Causis Pulsuum, De Causis Respirationis, De Compositione Medicamentorum Localium, De Compositione Medicamentorum per Genera, De Compositione Medicamentorum Secundum Locus, De Constitutione Artis Medicae, De Differentiis Pulsuum, De Dignoscendis Pulsibus (De Pulsuum Differentiis), De Dignotione ex Insomniis Libellus, De Elementis, De Foetuum Formatione, De Hippocratis et Platonis Decretis V, De Libris Propriis (Galeni), De Locis Affectis, De Medendi Methodo, seu De Morbis Curandis, De Motu Thoracis et Pulmonis, De Facultatibus Naturalibus (De Naturalibus Facultatibus) II, De Ordine Librorum Suorum, De Ossibus, De Plenitudine, De Ponderibus et Mensuris Libellus, De Praegnotione ad Epigenem, De Praesagitione ex Pulsibus, De Ptisana, De Pulsibus Libellus ad Tyrones, De Purgantium Medicamentorum Facultate, De Remediis Paratu Facilibus Libellus, De Sanitate Tuenda, De Sectis, De Semine, De Simplicibus Medicamentis Facultatibus, De Sophismatis in Verbo Contingentibus, De Subfiguratio(ne) Empirica, De Substantia Facultatum Naturalium, De Substitutis Medicinis, De Symptomatum Causis, De Temperamentis, De Theriaca, ad Pisonem, De Usu Partium Corporis Humani, De Usu Pulsuum, De Usu (Utilitate) Respirationis, De Usu Thericae ad Pamphilianum, De Uteri Dissectione, De Venaesectione Adversus Erasistratum, De Venasectione Adversus Erasistrataeos qui Romae Degebant, De Venae Sectione Adversus Erasistrateos Romae Degentes, In Hippocratis Aphorismos, In Hippocratis de Morbis Vulgaribus Commentarii, In Hippocratis de Officina Medici, in Librum Hippocratis de Natura Humana, In Prognostica Hippocratis Commentarii, Quod Animi Mores Corporis Temperatura Sequantur, Quos Purgare Conveniat, Quibus Medicamentis, et Quo Tempore, Synopsis Librorum Suorum, Sexdecim, de Pulsibus
- Giulia Balbilla - Epigrammi
- Giulio Polluce - Onomastikòn (incompleto)
- (GRC) Flavio Giuseppe, Antichità giudaiche. ((EN)  The Antiquities of the Jews  — traduzione in inglese di William Whiston).
- Flavio Giuseppe - Contro Apione
- Flavio Giuseppe - Guerra giudaica (GRC) Flavio Giuseppe, Guerra giudaica.  ((EN)  The War of the Jews  — traduzione in inglese di William Whiston).
- Flavio Giuseppe - Vita
- Giustino - Apologia Prima
- Giustino - Apologia Seconda
- Giustino - Dialogo con Trifone
- Gregorio il Taumaturgo - Discorso di ringraziamento
- Gregorio il Taumaturgo - Epistola canonica
- Gregorio il Taumaturgo - Metafrasi all'Ecclesiaste

### I
- Ignazio di Antiochia - Lettere
- Ippolito - Contro Noeto
- Ippolito - Su Cristo e l'Anticristo
- Ippolito - Sul Libro di Daniele

### L
- Leonida di Alessandria - Epigrammi
- Lesbonatte - Declamazioni
- Longo Sofista - Le avventure pastorali di Dafni e Cloe
- Lollio Basso - Epigrammi
- Luca evangelista - Atti degli apostoli
- Luca evangelista - Vangelo secondo Luca
- Luciano di Samosata - A chi gli diceva: «Tu sei un Prometeo nella parola», Alessandro o il falso profeta, Anacarsi o la Ginnastica, Apologia, Armonidi, Calumniae non temere credendum, Caronte o i contemplatori, Come si deve scrivere la Storia, Contro un ignorante che comprava libri, Conversazione con Esiodo, De Dea Syria (autenticità dubbia), De mercede conductis, Demostene (autenticità dubbia), Dialoghi degli dei, Dialoghi dei morti, Dialoghi delle cortigiane, Dialoghi marini, Difesa delle "Immagini", Dioniso, Elogio della mosca, Elogio della patria, Ercole, Ermotimo, Falaride, Gli amanti della menzogna, Gli amori, Icaromenippo, Il concilio degli dèi, I fuggitivi, Il cinico (autenticità dubbia), Il diseredato, Il falso critico, Il gallo, Il giudizio delle dee, Il giudizio delle vocali, Il maestro di retorica, Il parassita o la parassitica è un'arte, Il pescatore o i redivivi, Il simposio o I Lapiti, Il sogno o La vita di Luciano, Il tirannicida, Il tiranno, Immagini, Ippia, L'ambra o i cigni, L'astrologia, La danza, La doppia accusa, La gotta, La morte di Peregrino, La nave o I desideri, La vita di Demonatte, Le Dipsadi, Lessifane, L'eunuco, Lo scita, Lucio o l'asino (autenticità dubbia), Menippo o La necromanzia, Nigrino, Ocypus (autenticità dubbia), Prometeo, Saturnali, Solecista, Storia vera, Sui funerali, Sui sacrifici, Timone o il misantropo, Toxaris o L'Amicizia, Un lapsus durante un saluto, Vendita di vite all'asta, Zeus confutato, Zeus tragedo, Zeuxi o Antioco
- Lucillio - Epigrammi
- Lucio discepolo di Gaio Musonio Rufo - Diatribe di Gaio Musonio Rufo

### M
- Marco Argentario - Epigrammi
- Marco Aurelio - Colloqui con sé stesso
- Marco evangelista - Vangelo secondo Marco
- Massimo di Tiro - Diatribe
- Matteo evangelista - Vangelo secondo Matteo
- Melitone di Sardi - In sanctum Pascha
- Meride - Lessico di locuzioni attiche
- Mesomede - Carmi lirici
- Mesomede - Epigrammi
- Mesomede - Inno a Nemesi
- Mesomede - Inno al Sole
- Mesomede - Inno alla Musa
- Metodio di Olimpo - Simposio o Sulla castità

### N
- Nicomaco di Gerasa - Introduzione all'aritmetica
- Nicomaco di Gerasa - Manuale di armonica

### O
- Onosandro - Strategikos
- Oppiano di Anazarbo - La pesca
- Oppiano di Apamea - La caccia
- Origene - Commentario su San Giovanni (incompleto), Commentario su San Matteo (incompleto), Contro Celso, Dialogo con Eraclide, Esortazione al martirio, Lettera a Giulio Africano, Lettera a Gregorio Taumaturgo, Omelia sulla Strega di Endor, Omelie sul libro di Geremia, Sulla preghiera

### P
- Panfilo di Cesarea - Apologia per Origene
- Paolo di Tarso - Lettera ai Colossesi, Lettera ai Corinzi (1)	, Lettera ai Corinzi (2), Lettera agli Efesini, Lettera a Filemone	, Lettera ai Filippesi, Lettera ai Galati, Lettera ai Romani, Lettera ai Tessalonicesi (1), Lettera ai Tessalonicesi (2), Lettera a Timoteo (1), Lettera a Timoteo (2), Lettera a Tito
- (GRC) Pausania, Descriptio Graeciae. ((EN)  Description of Greece — traduzione in inglese di W.H.S. Jones, Litt.D. e H.A. Ormerod).
- Plotino - Enneadi
- (GRC) Plutarco, Vitae Parallelae.  ((EN)  Lives  — traduzione in inglese di John Dryden).
- (GRC) Plutarco, Quomodo adulator ab amico internoscatur.  ((EN)  How to tell a flatterer from a friend — traduzione in inglese di Frank Cole Babbitt).
- Plutarco - Adversus Colotem (Contro Colote), Aetia Graeca (Cause Greche), Aetia physica (Cause fisiche), Aetia Romana (Cause Romane), Amatoriae narrationes (Narrazioni amorose), Amatorius (Amatorio), An seni res publica gerenda sit (Se un anziano possa fare politica), An virtus doceri possit (Se la virtù si possa insegnare), Animine an corporis affectiones sint peiores (Se siano prioritarie le passioni dell'anima o del corpo), Apophthegmata Laconica (Apoftegmi spartani), Aquane an ignis sit utilior (Se sia più utile l'acqua o il fuoco), Bruta animalia ratione uti (Gli animali usano la ragione), Coniugalia praecepta (Precetti coniugali), Consolatio ad uxorem (Consolazione alla moglie), De Alexandri Magni fortuna (I) (Sulla fortuna di Alessandro Magno), De Alexandri Magni fortuna (II) (Sulla fortuna di Alessandro Magno), De animae procreatione in Timaeo (Sulla procreazione dell'anima nel Timeo), De capienda ex inimicis utilitate (Come ricavare vantaggio dai nemici), De cohibenda ira (Sul contenere l'ira), De communibus notitiis adversus Stoicos (I principi comuni contro gli Stoici), De comparatione Aristophanis et Menandri (Comparazione tra Aristofane e Menandro), De curiositate (Sulla curiosità), De cupiditate divitiarum (Sull'amore delle ricchezze), De facie quae in orbe lunae apparet (Sul volto della luna), De fortuna Romanorum (Sulla fortuna dei Romani), De defectu oraculorum (Sul tramonto degli oracoli), De E apud Delphos (Sulla E a Delfi), De exilio (Sull'esilio), De fortuna (Sulla fortuna - incompleto), De fraterno amore (Sull'amore fraterno), De garrulitate (Sulla loquacità), De genio Socratis (Sul demone di Socrate), De gloria Atheniensium (Sulla gloria degli Ateniesi), De Herodoti malignitate (Sulla malignità di Erodoto), De Iside et Osiride (Su Iside e Osiride), De primo frigido (Sul freddo primario), De Pythiae oraculis (Sugli oracoli della Pizia), De recta ratione audiendi (L'arte di ascoltare), De sera numinis vindicta (Sui ritardi della punizione divina), De sollertia animalium (Sull'intelligenza degli animali), De Stoicorum repugnantiis (Sulle contraddizioni degli Stoici), De superstitione (Sulla superstizione, De tuenda sanitate praecepta (Precetti igienici), De tranquillitate animi (Sulla serenità dell'anima), De virtute morali (Sulla virtù morale), De vitando aere alieno (Sul rigettare la pratica dell'usura), De vitioso pudore (Sulla vergogna), Mulierum virtutes (Le virtù delle donne), Non posse suaviter vivi secundum Epicurum (Non si può vivere felici secondo Epicuro), Platonicae quaestiones (Questioni platoniche), Praecepta gerendae rei publicae (Precetti politici), Quomodo adolescens poetas audire debeat (Come il fanciullo debba ascoltare i poeti), Quomodo quis suos in virtute sentiat profectus (In che modo qualcuno avverta i suoi progressi nella virtù), Regum et imperatorum apophthegmata (Detti di re e imperatori), Septem sapientium convivium (Convivio dei Sette Sapienti), Stoicos absurdiora poëtis dicere (Gli stoici dicono cose più assurde dei poeti).
- Polemone di Laodicea - Epitafio per Callimaco
- Polemone di Laodicea - Epitafio per Cinegiro
- Polibio di Sardi - Sull'alterazione
- Polibio di Sardi - Sul solecismo
- Polibio di Sardi - Sulle tipologie di ornamentazione
- Polibio di Sardi - Sull'uso delle parole scorrette
- Policarpo di Smirne - Lettera ai Filippesi
- Polieno - Strategikà
- Porfirio - Ad Gaurum, Ad Iliadem, Ad Odysseam, Aphormai pros ta noetà, De oraculis, In Cathegorias (I), In Cathegorias (II), In Harmonica, In Tetrabiblum, Lettera ad Anebo, Lettera a Marcella, L'antro delle ninfe, Sull'astinenza dalle carni degli animali, Vita di Pitagora, Vita di Plotino

### Q
- Quinto Smirneo - Posthomerica

### R
- Rufo di Efeso - Questioni mediche, Sui nomi delle parti del corpo umano, Sulla satiriasi e la gonorrea, Sulle malattie della vescica e dei reni
- Rufino - Epigrammi

### S
- Senofonte Efesio - Le avventure efesiache di Anzia e Abrocome
- Sesto Empirico - Contro i matematici
- Sesto Empirico - Schizzi pirroniani
- Sorano di Efeso - Ginecologia
- Statilio Flacco - Epigrammi
- (GRC) Strabone, Geografia.  ((EN)  The Geography — traduzione in inglese di Chicago University).
- Stratone di Sardi - Epigrammi

### T
- Taziano il Siro - Discorso ai Greci
- Teofilo di Antiochia - Ad Autolico
- Teone di Smirne - Matematica utile per comprendere Platone
- Timeo grammatico - Lessico di Platone
- Claudio Tolemeo - Analemma, Armonici, Canone delle città illustri, Fasi (secondo libro), Geografia, Iscrizione Canobica, Ipotesi planetarie, Mathematiké Syntaxis, Planisferium, Sul criterio e sulla parte egemonica dell'anima, Tavole manuali, Tôn apotelesmatikôn
- Tolomeo (gnostico) - Lettera a Flora
- Trifone - Sui metri
- Trifone - Sui tropi

### V
- Vettio Valente - Antologia

### Z
- Zenobio - Paremiografia (tramandata in forma molto rimaneggiata)

## Età imperiale romana - Tardo impero (III - VI secolo)

### A
- Aftonio - Progymnasmata
- Adamanzio - Fisiognomica
- Agazia - Epigrammi
- Agazia - Sul regno di Giustiniano
- Alessandro di Alessandria - Lettera ad Alessandro di Tessalonica
- Alessandro di Licopoli - Trattato sulla dottrina dei Manichei
- Ammonio di Ermia - Commentario al De interpretatione di Aristotele
- Ammonio di Ermia - Commentario alla Isagoge di Porfirio
- Anfilochio di Iconio - Giambi a Seleuco
- Anfilochio di Iconio - Omelie
- Anonimi vari - Corpus Hermeticum
- Anonimo - Anonimo di Giamblico
- Anonimo - Argonautiche orfiche
- Anonimo - Atti di Andrea e Mattia
- Anonimo - Atti di Barnaba
- Anonimo - Atti di Bartolomeo
- Anonimo - Atti di Filippo
- Anonimo - Atti di Matteo
- Anonimo - Atti di Pietro e Paolo
- Anonimo - Atti di Santippe e Polissena
- Anonimo - Narratio de rebus Persicis
- Anonimo ("Pseudo-Clemente") - Omelie
- Anonimo ("Pseudo-Giustino") - Quaestiones christianae ad graecos
- Anonimo ("Pseudo-Giustino") - Quaestiones graecae ad christianos
- Anonimo ("Pseudo-Giustino") - Quaestiones et responsiones ad orthodoxos
- Anonimo ("Pseudo-Plutarco") - De unius in re publica dominatione (incompleto)
- Anonimo ("Pseudo-Plutarco") - Le dottrine dei filosofi
- Anonimo ("Pseudo-Plutarco") - Le vite dei dieci oratori
- Anonimo ("Pseudo-Plutarco") - Paralleli minori
- Anonimo ("Pseudo-Plutarco") - Per la nobiltà
- Anonimo ("Pseudo-Plutarco") - Su Omero
- Anonimo ("Pseudo-Plutarco") - Sui fiumi
- Anonimo ("Pseudo-Plutarco") - Sulla musica
- Anonimo - Vangelo di Bartolomeo
- Anonimo - Vangelo di Nicodemo (datazione controversa)
- Aristeneto - Lettere d'amore
- Atanasio di Alessandria - Apologia a Costanzo, Apologia contro gli ariani, Apologia per la sua fuga, Discorso contro i pagani, Discorsi contro gli ariani, Lettera a Epitteto, Lettera ad Amun, Lettera a Marcellino sui Salmi, Lettera all'imperatore Gioviano, Lettera sui concili di Rimini e di Seleucia, Lettera sui decreti del concilio di Nicea, Lettera sulla dottrina di Dionigi, Lettere a Serapione, Lettere encicliche, Lettere festali, Storia degli ariani indirizzata ai monaci, Sull'incarnazione del verbo, Tomus ad Antiochenos, Vita di Antonio

### B
- Basilio di Ancira - Sulla vera purezza nella verginità
- Basilio di Cesarea - Confessione di fede, Contro Eunomio, Esamerone, Esortazione ai giovani sui modi di trarre profitto dalla letteratura pagana, Lettere, Moralia, Omelie dottrinali, Omelie esegetiche, Omelie varie, Panegirici, Regole ampie, Regole brevi, Sul battesimo, Sul giudizio, Sullo Spirito Santo

### C
- Cirillo di Alessandria - Adversus Nestorii blasphemias contradictionum libri quinque, Apologeticus pro duodecim capitibus adversus orientales episcopos, Commenti a Isaia e ai dodici profeti minori, Commento al Vangelo di Giovanni, De sancta et consubstantiali Trinitate, Epístula ad Evoptium adversus impugnationem duodecim capitum a Theodoreto editam, Explicatio duodecim capitum Ephesi pronuntiata, Glaphyra, Pro sancta christianorum religione adversus libros athei Juliani (incompleta), Simbolo efesino, Sull'adorazione e il culto, Thesaurus de sancta et consubstantiali Trinitate
- Cirillo di Gerusalemme - Catechesi
- Cirillo di Gerusalemme - Catechesi mistagogiche
- Cirillo di Gerusalemme - Lettera all'imperatore Costanzo
- Ciro di Panopoli - Epigrammi
- Colluto - Il rapimento di Elena
- Coricio di Gaza - Orazioni
- Coricio di Gaza - Progymnasmata
- Cosma Indicopleuste - Topografia cristiana
- Cristodoro - Descrizione delle statue che adornano il Ginnasio di Zeusippo
- Cristodoro - Epigrammi

### D
- Damascio - Dubitationes et solutiones de primis principiis
- Didimo il Cieco - Commentari biblici
- Diodoro di Tarso (?) - Commentario ai Salmi
- Domnino di Larissa - Manuale di introduzione all'aritmetica

### E
- Elia Eudocia - Carmen de Cypriano (incompleto)
- Elia Eudocia - Centone
- Eliodoro - Storie Etiopiche
- Enea di Gaza - Dell'immortalità dell'anima e della Resurrezione dei corpi
- Enea di Gaza - Lettere
- Epifanio di Salamina - Ancorato
- Epifanio di Salamina - Panarion
- Epifanio di Salamina - Sulle dodici pietre preziose
- Esichio di Alessandria - Lessico (tramandato in forma ridotta e interpolata)
- Esichio di Gerusalemme - Commento a Isaia
- Esichio di Gerusalemme - Omelie pasquali
- Eunapio di Sardi - Vite dei filosofi e dei sofisti
- Eusebio di Cesarea - Commentario ai Salmi (incompleto), Contro Ierocle, Contro Marcello, Dimostrazione evangelica (incompleta), Eclogae propheticae, Lode di Costantino, Preparazione evangelica, Storia della chiesa, Teologia ecclesiastica, Vita di Costantino
- Eutocio di Ascalona - Commentario alle Coniche di Apollonio di Perge
- Eutocio di Ascalona - Commentario ai due libri sull'Equilibrio di Archimede
- Eutocio di Ascalona - Commentario alla Quadratura del cerchio di Archimede
- Eutocio di Ascalona - Commentario alla Sfera e il cilindro di Archimede

### F
- Febammone sofista - Sulle figure retoriche
- Febammone sofista - Sulle imitazioni

### G
- Giamblico - La vita pitagorica
- Giamblico - Protrettico
- Giamblico - Sui misteri d'Egitto
- Giamblico - Sull'introduzione aritmetica di Nicomaco
- Giamblico - Sulla scienza matematica generale
- Giovanni Crisostomo - A Teodoro caduto, A una giovane vedova, Commentario a Isaia, Commentario alla lettera di Paolo ai Galati, Contro i detrattori della vita monastica, Lettere, Omelie battesimali, Omelie contro i Giudei, Omelie per le statue, Omelie sugli Atti degli apostoli, Omelie sui libri dei Re, Omelie sui Salmi, Omelie sul vangelo di Giovanni, Omelie sul vangelo di Matteo, Omelie sulla Genesi, Omelie sull'incomprensibilità di Dio, Omelie sulle lettere di Paolo, Panegirici, Su San Babila contro Giuliano e i pagani, Sul perseverare nella vedovanza, Sul sacerdozio, Sull'educazione dei figli
- Giovanni di Gaza - Anacreontiche
- Giovanni di Gaza - Ekphrasis tou kosmikou pinakos
- Giovanni Filopono - Commentario agli Analitici primi di Aristotele, Commentario agli Analitici secondi di Aristotele, Commentario al Sulla generazione e corruzione di Aristotele, Commentario al Sull'anima di Aristotele, Commentario alla Fisica di Aristotele, Commentario all’introduzione all’aritmetica di Nicomaco, Commentario alla Meteorologia di Aristotele, Commentario alle Categorie di Aristotele, Sulla creazione del mondo, Sull'eternità del mondo contro Aristotele, Sull'eternità del mondo contro Proclo, Sull’uso e la costruzione dell’astrolabio
- Giovanni Lido - De magistratibus
- Giovanni Lido - De mensibus
- Giovanni Lido - De ostentis
- Giuliano - Al cinico Eraclio, Consolazione per la partenza di Salutio, Contro i cinici ignoranti, Epigrammi, I Cesari, Inno a Elio Re, Inno alla Madre degli dei, Misopogon, Le imprese di Costanzo, Lettere, Panegirico di Costanzo, Panegirico di Eusebia
- Gregorio di Nazianzo - Apologia della fuga, Carmina de amicis, Carmina de se ipso, Carmina dogmatica, Carmina moralia, Carmen de vita sua, Christus patiens (attribuzione incerta), Epigrammi, Epitafi, Lettere, Orazioni contro Giuliano, Orazioni funebri, Orazioni teologiche, Panegirico di Atanasio di Alessandria, Sul sacerdozio
- Gregorio di Nissa - Ai Greci sulle nozioni comuni, Antirrheticus adversus Apollinarium, Apologia per l'Esamerone, Contro Eunomio, Contro il destino, Contro quelli che ritardano il battesimo, Dialoghi sull'anima e la resurrezione, Grande discorso catechetico, La perfezione del cristiano, La professione del cristiano, Lettera contro gli apollinaristi, Lettere, Non ci sono tre dei, Omelie, Sui morti, Sui titoli dei Salmi, Sul fine del cristiano, Sulla formazione dell'uomo, Sulla morte prematura dei bambini, Sulla santa Trinità, Sulla verginità, Sullo Spirito Santo contro i pneumatomachi macedoniani, Vita di Gregorio il Taumaturgo, Vita di Macrina, Vita di Mosè

### I
- Ierocle di Alessandria - Commentario ai versi aurei pitagorici
- Ierocle geografo - Synecdemus
- Imerio - Declamatio extemporalis in suam habitationem, In Basilium, dicta Panathenaeis, In Hermogenem Greciae proconsulem, In eos qui, cum in conflictu versarentur, auditionem obire intermiserant, In Severum connubialis, Polemarchica
- Isidoro di Pelusio - Lettere

### L
- Libanio - L'avaro rifiuta di premiare il figlio con la corona d'ulivo, L'avaro rifiuta di concedere al figlio un talento in offerta ad Asclepio, Ad Anassenzio, Ad Aristide per i danzatori, A Cesario magister officiorum, A Ellebico, A Eumolpio, A Eustazio Caro, A Giuliano imperatore, A Icario, A Nicocle su Trasideo, A Policle, A Timocrate, Agli Antiocheni sui retori, Agli Antiocheni sulla collera dell'imperatore, Ai giovani riguardo al tappeto, Ai giovani sulla parola, All'assemblea, All'imperatore contro coloro che assediano-assistono i magistrati (??), All'imperatore sui prigionieri, All'imperatore sulle assemblee, All'imperatore Teodosio contro Tisameno, All'imperatore Teodosio sui templi, All'imperatore Teodosio sulla stasi, All'imperatore Teodosio sulle riconciliazioni, Ambasceria di Menelao ai Troiani su Elena, Ambasceria di Odisseo ai Troiani su Elena, Antilogia del figlio dell'avaro su Asclepio, Antilogia di Achille all'ambasceria di Odisseo, Antilogia di Aristofonte a Cefalo, Antilogia di Temistocle a Neocle, Antilogia su Laide, Antiochico, Apologia del figlio cieco, Apologia dello stratega, Apologia di Demostene, Apologia di Socrate, Argumenta orationum Demosthenicarum, Arricchire iniquamente è più degradante dell'essere povero, Artemide, Avari scortum amantis querela, Causa intentata da Poseidone contro Ares, Consolazione ad Antioco, Contro coloro che irridono l'educazione, Contro coloro che lo definivano pesante, Contro Eustazio sugli onori, Contro Florenzio, Contro Icario (I), Contro Icario (II), Contro i fuggitivi, Contro Luciano, Contro Severo, Contro Silvano, Difesa del figlio abdicato (?), Difesa del retore povero privato della lingua, Difesa di Archidamo, Difesa di Ares contro Nettuno, Difesa di un padre infanticida, Divitis adulteri accusatio, Discorso a Giuliano, Epitafio a Giuliano, filii insidiarum rei mortis petitio, A Giuliano su Aristofane, Il parassita sul filosofare del padrone, Invettiva contro Eschine, Invidi se deferentis oratio, Iuvenis fortis divitis apologia, Lamentazione dell'avaro privato del tesoro, La vita, ovvero Sul proprio destino, Lettere, Lo scontroso sull'abdicazione (?) del figlio, Lo scontroso sulla moglie loquace, Lode delle Calende, Lode di Costanzo e Costante, Magi repulsa, Monodia a Giuliano, Monodia su Nicomedia, Monodia sul tempio di Apollo Dafneo, Orazione dei Corinzi su Potidea, Il parassita defraudato della cena, Orazione di Callescro (?), Orazione di Cefalo, Orazione di Cimone sulla prigionia del padre (??), Orazione di Demostene per richiedere la morte (???), Orazione di Demostene per richiedere la morte (???), Orazione di Demostene..., Orazione di Demostene..., Orazione di Iperide, Orazione di Neocle, Orazione di Timone, Oreste, Patris caedis filiae generique defensio, Per coloro che non prendono la parola, Per la moglie del tiranno (?), Per Olimpio, Per un'ambasceria a Giuliano, Petizione del condannato all'esilio, Philadelphii abdicationis reiectio, Philadelphii abdicationis petitio, Progymnasmata, Proposta di legge all'imperatore contro coloro che entrano nelle residenze dei magistrati (??), Richiesta della morte da parte di un avaro, Suasio della legge contro gli adulteri, Sugli inviti alle feste, Sui contadini riguardo ai servizi, Sui trattati, Sui veleni, Sul non dire sciocchezze, Sul pletro, Sul silenzio di Socrate, Sull'insaziabilità, Sulla blasfemia del pedagogo, Sulla schiavitù, Sulla povertà, Sulla vendetta di Giuliano, Sulle amministrazioni, Su Talassio, hypèr heautou dia thn pros antiochon synhgorian

### M
- Marcellino - Vita di Tucidide
- Marciano di Eraclea - Artemidori geographia (epitome Marciani)
- Marciano di Eraclea - Periplus maris externi
- Marco Diacono - Vita di Porfirio di Gaza (tramandata in forma parzialmente alterata)
- Marino di Napoli - Vita di Proclo
- Menandro di Laodicea (?) - Trattati retorici
- Museo - Ero e Leandro

### N
- Nemesio - Della natura dell'uomo
- Nicola di Mira (retore) - Progymnasmata
- Nonno di Panopoli - Dionisiache
- Nonno di Panopoli - Parafrasi del Vangelo di Giovanni

### O
- Orapollo - Geroglifici
- Oribasio - Compendio di medicina (incompleto)
- Orione di Tebe - Etymologicum (conservato parzialmente)

### P
- Pallada - Epigrammi
- Palladio di Alessandria - De febribus
- Palladio di Alessandria - In Hippocratis de fracturis
- Palladio di Alessandria - In Hippocratis librum sextum de morbis popularibus
- Paolo di Alessandria - Eisagogika
- Paolo Silenziario - Descrizione dell'ambone
- Paolo Silenziario - Descrizione di Santa Sofia
- Paolo Silenziario - Nelle terme di Pito
- Paolo Silenziario - Epigrammi
- Proclo - Commentario alle Opere e giorni di Esiodo, Commentario all'Alcibiade I di Platone, Commentario al Cratilo di Platone, Commentario al Parmenide di Platone	, Commentario alla Repubblica di Platone, Commentario al Timeo di Platone, Commento al primo libro degli Elementi di Euclide, Elementi di teologia, Hypotyposis, Inni agli dei, Teologia platonica
- Prisciano di Lidia - Compendio de la percezione dei sensi di Teofrasto
- Procopio di Cesarea - Storia segreta
- Procopio di Cesarea - Sulle guerre di Giustiniano
- Procopio di Cesarea - Sugli edifici
- Procopio di Gaza - Commento all'Ottateuco, Commento al Cantico dei Cantici, Commento ai Libri dei Re, Commento a Isaia, Descriptio horologii, Descriptio imaginis, Dialexeis, Etopee, Lettere, Panegirico ad Anastasio I

### R
- Romano il Melode - Inni

### S
- Salustio - Sugli dei e il mondo
- Serapione di Tmuis - Adversus Manichaeos
- Serapione di Tmuis - Lettere
- Sereno di Antinoe - Sulla sezione del cilindro
- Sereno di Antinoe - Sulla sezione del cono
- Simplicio - Commentario al manuale di Epitteto
- Sinesio - Catastasi, Costituzione, Dione, o del vivere secondo il suo ideale, Egizio, ovvero Sulla provvidenza, Elogio della calvizie, Inni, Lettere, Omelie, Sul dono dell'astrolabio, Sulla regalità all'imperatore Arcadio, Sui sogni
- Socrate Scolastico - Storia ecclesiastica
- Sozomeno - Storia ecclesiastica
- Stobeo - Antologia

### T
- Temistio - De philanthropia imperatoris, Ut imperator maxime philosophus sit, Laudatio imperatoris Constantii II, inter celebrationem Constantii habita, de consulatu Ioviani imperatoris et Flavii Varroniani filii, De Philadelphia vel Philanthropia, De iis, qui rebus adversis ceciderunt, De bello Gothico coram Valente imperatore, De consulatu Valentiniani Galatis, filii parvi Valentis, De pace, De orationibus, quae decent ante imperatorem haberi, De amore et pulchritudine regia, Legationis oratio ad Theodosium I imperatorem, Quae virtus regi aptissima est?, qua gratias Theodosio egit pro pace et pro consulatu Saturnini, qua Themistius Theodosio gratias egit pro praefectura urbis Constantinopolis, Laus Theodosii I imperatoris, De Clementia Theodosii, Laudatio funebris pro patre suo, Βασανιστής vel philosophus, De amicitia, Sophista, Exhortatio incolarum Nicomediae urbis, Responsum ad eum, qui orationem ex tempore flagitaverat, De dicendo aut quomodo philosophus dicere debeat, De necessitudine respectus non loci sed magistri studiorum, Tractatio dicendi, Responsum ad eos, qui orationem eius de sophistis incorrecte conceperunt, An agros colamus?, De principatu suo senatu, Μετριοπαθής (De temperantia cupiditatum) vel de amore liberorum suorum, Sine titulo tradita, Responsum ad eos, qui eum propter magistratos publicos ineundos castigaverunt, De Anima, Analytica posteriora, Physicae Auscultationes
- Teodoreto di Cirro - Commentari sui Profeti maggiori, Commentari sui Profeti minori, Commentario sui Salmi, Commentario sul Cantico dei Cantici, Commentario sulle Lettere di Paolo, Compendio delle eresie, Dieci discorsi sulla provvidenza, Dimostrazione della verità evangelica per mezzo della filosofia greca, Eranistes, Lettere, Quaestiones in Octateuchum, Quaestiones in libros Regnorum et Paralipomenon, Storia ecclesiastica, Storia religiosa, Trattato sulla santa e vivifica Trinità e sull'incarnazione del Signore
- Teodoro di Mopsuestia - Commentario ai profeti minori
- Teodosio grammatico - Canoni isagogici
- Teone di Alessandria - Commentario all'Almagesto di Claudio Tolemeo
- Tiberio retore - Sulle figure
- Trifiodoro - La presa di Ilio
- Troilo - Retorica

### Z
- Zaccaria Scolastico - Ammonio
- Zosimo - Storia nuova